# Saint-Fréjoux
 Saint-Fréjoux  là một xã thuộc tỉnh Corrèze trong vùng Nouvelle-Aquitaine miền trung Pháp.